# Baudissin
Baudissin ist ein deutscher Familienname.

## Herkunft und Bedeutung
Baudissin ist ein Herkunftsname und leitet sich vom Ort Bautzen (früher: Budissin) ab.

## Namensträger
- Adelbert Heinrich von Baudissin (1820–1871), deutscher Schriftsteller, Journalist und Verleger
- Adalbert Heinrich Friedrich von Baudissin (1821–1875), deutscher Verwaltungsjurist, Landdrost der Herrschaft Pinneberg
- Annie von Baudissin (1868–1915), deutsche Schriftstellerin
- Asta Sophie Charlotte von Baudissin (1817–1904), deutsche Schriftstellerin, siehe Asta Heiberg
- Carl Ludwig von Baudissin (1756–1814), dänischer Generalleutnant, Gouverneur von Kopenhagen
- Caroline Adelheid Cornelia von Baudissin, (1759–1826), deutsche Schriftstellerin
- Christian Baudissin (* 1956), deutscher Filmemacher
- Eduard von Baudissin (1823–1883), deutscher Politiker und Mitglied des Reichstages
- Eva von Baudissin (1869–1943), deutsche Schriftstellerin, Übersetzerin
- Friedrich von Baudissin (1852–1921), deutscher Admiral
- Georg von Baudissin (1910–1992), deutscher Jurist und Diplomat
- Georg von Baudissin (Verleger) (1943–2012), deutscher Journalist und Verleger
- Gustav Adolf von Baudissin (1626–1695), königlich dänischer Generalmajor, Oldenburger Geheimrat und Unternehmer
- Heinrich Christoph von Baudissin (1709–1786), kursächsischer General der Infanterie
- Heinrich Friedrich von Baudissin (1753–1818), dänischer Botschafter in Berlin
- Heinrich Günther von Baudissin (1636–1673), Amtmann von Gottorp und herzoglicher Hofmarschall
- Hinrich Conrad Baudissin (um 1662–1715), deutscher Ingenieuroffizier und Porträtmaler, siehe Hinrich Conrad Bauditz
- Ida von Baudissin (1814–1888), deutsche Schriftstellerin, siehe Ida Kohl
- Klaus Graf von Baudissin, (1891–1961), deutscher Kunsthistoriker und SS-Führer
- Nikolaus von Baudissin (1838–1917), deutscher Verwaltungsjurist, Landrat in Pommern
- Otto Friedrich Magnus von Baudissin (1792–1865), deutscher Offizier, Oberst im Dänisch-Schleswig-Holsteinischen Krieg
- Sophie von Baudissin (1817–1894), deutsche Schriftstellerin
- Thekla von Baudissin (1812–1885), deutsche Schriftstellerin
- Theodor von Baudissin (1874–1950), deutscher Verwaltungsjurist
- Traugott von Baudissin (1831–1905), deutscher Verwaltungsjurist und Regierungsbeamter
- Ulrich von Baudissin (1816–1893), deutscher Schriftsteller und Maler
- Wolf von Baudissin (1907–1993), deutscher General, Militärtheoretiker und Friedensforscher
- Wolf Ernst Hugo Emil von Baudissin (1867–1926), deutscher Schriftsteller und Verleger
- Wolf Friedrich Ottomar von Baudissin (1812–1887), Jurist, Brigadeauditeur, Postdirektor, Schriftsteller
- Wolf Heinrich von Baudissin (General, 1579) (1579–1646), deutscher Generalfeldmarschall
- Wolf Heinrich von Baudissin (General, 1671) (1671–1748), deutscher Politiker und General
- Wolf Heinrich von Baudissin (Diplomat) (1789–1878), deutscher Diplomat, Schriftsteller und Übersetzer
- Wolf Wilhelm von Baudissin (1847–1926), deutscher Theologe und Autor